# Duc d'Aveiro
El títol de duc d'Aveiro fou un títol nobiliari portuguès.
El primer duc fou Joan de Lencastre, marquès de Torres Novas, fill de Jordi duc de Coïmbra, que va morir el 1571. El va succeir Jordi de Lencastre que va morir vers el 1600 deixant només dues filles, passant el títol al marit de la filla gran, Alvar de Lencastre, que fou el tercer duc fins a la seva mort el 1626.
El fill d'ambdós, Raimon de Lencastre, quart duc, va morir el 1656 sense deixar fills mascles i la successió va recaure en el seu germà Pere de Lencastre, mort sense successió el 1673. L'herència va passar a Maria de Guadalupe, filla de Raimon, vídua del duc d'Arcos, que va portar el títol fins a la seva mort, i llavor va passar al seu fill Gabriel, duc d'Arcos i setè duc d'Aveiro quedant des de llavors inclòs en el patrimoni dels ducs d'Arcos. Gabriel va morir el 1745.